# Антонгалеацо Бентивольо
Антонгалеацо Бентивольо или Антон Галеацо Бентивольо (на италиански: Antongaleazzo Bentivoglio; Anton Galeazzo Bentivoglio; * ок. 1385, Болоня, Свещена Римска империя; † 23 декември 1435,  пак там) е италиански благородник от фамилията Бентивольо, кондотиер, владетел на Болоня през 1420 и 1435 г.

## Произход
Син е на Джовани I Бентивольо (* 1358, † 1402), господар на Болоня (1401 – 1402), и на първата му съпруга Елизабета ди Чино да Кастел Сан Пиетро или на втората му съпруга Маргерита Гуидоти (Джидоти). Има един брат и една сестра:
- Ерколе († 1424), баща на Санте
- Джована, съпруга на Гаспаре Малвец

## Биография
След свалянето и убийството на баща му Болоня е към Папската държава. Антонгалеацо получава убежище в замъка Кастел Гуелфо (Замък Велфенщайн) на семейството Малвеци в Кампо ди Тренс.
До 1414 г. следва право в Болонския университет. 
Назначен е за ръководител на правителството на реформаторите, създадено от хората на Болоня, след като те се разбунтуват срещу антипапа антипапа Йоан XXIII на 3 март 1416 г. Антон Галеацо е, наред с други неща, един от поддръжниците на бунта заедно с Малвеци.
От 1418 до 1420 г. преподава право в университета на Болоня. 
През 1420 г. успява да изпрати Канетоли, негови политически противници, в изгнание, докато нарежда други да бъдат обесени. Така успява да стане владетел на Болоня. Свирепото му поведение разбунва болонците, които през юли същата година го изгонват от града. Въпреки това, като сключва съглашение с Брачо да Монтоне, капитан на папските войски, той успява да получи господството над Кастел Болонезе. Там намират убежище както бандити, така и изгнаници от Болоня. Господството му е отнето, когато, искайки да атакува Имола, е победен от папските войски. През 1423 г. той трябва да отстъпи Кастел Болонезе за висока сума и отива във Флоренция, където се сприятелява с Козимо де Медичи Стария.
Участва като  кондотиер, нает понякога от Флорентинската република и понякога от Папската държава, в различни експедиции. Намерението на Църквата също е да го държи далеч от намерението му да завладее Болоня.
През 1435 г. по нареждане на папа Евгений IV с малка войска прави опит да влезе в Болоня и да възстанови папския контрол, но не успява. Вторият му опит да влезе в Болоня, с помощта на Козимо де Медичи и Евгений IV и голяма свита, е успешен на 4 декември 1535 г. Населението го посреща с радост и го пази. Даниеле Скоти, епископ на Конкордия и папски управител на града, показва, че е притеснен от съчувствието, което болонезците му показват, и се тревожи, че може да постави начело на още един бунт, за да прогони папските лица. Затова със своя заместник Балдасар да Офида той решава да му устрои капан: поканен да отиде в кметството, Антон Галеацо е заловен и убит заедно с другите си другари. Гробът му се намира в Капела „Бентивольо“ в базиликата „Сан Джакомо Маджоре“ в Болоня.

## Брак и потомство
∞ 1420 за Франческа Гоцадини, от която има две дъщери:
- Изабела Бентивольо, ∞ за Ромео Пеполи
- Костанца Бентивольо († 1483), ∞ за Герардо Бевилакуа

Има един извънбрачен син от неизвеста жена:
- Анибале I Бентивольо (1413, Болоня † 24 юни 1445, пак там), владетел на Болоня (1443 – 1445), ∞ за Донина Висконти, дъщеря на Ланчилото Висконти, от която има син и дъщеря